# Louvigné-de-Bais

Louvigné-de-Bais este o comună în departamentul Ille-et-Vilaine, Franța. În 1 ianuarie 2022 avea o populație de 1.874 de locuitori.